# Hori Hidemasa

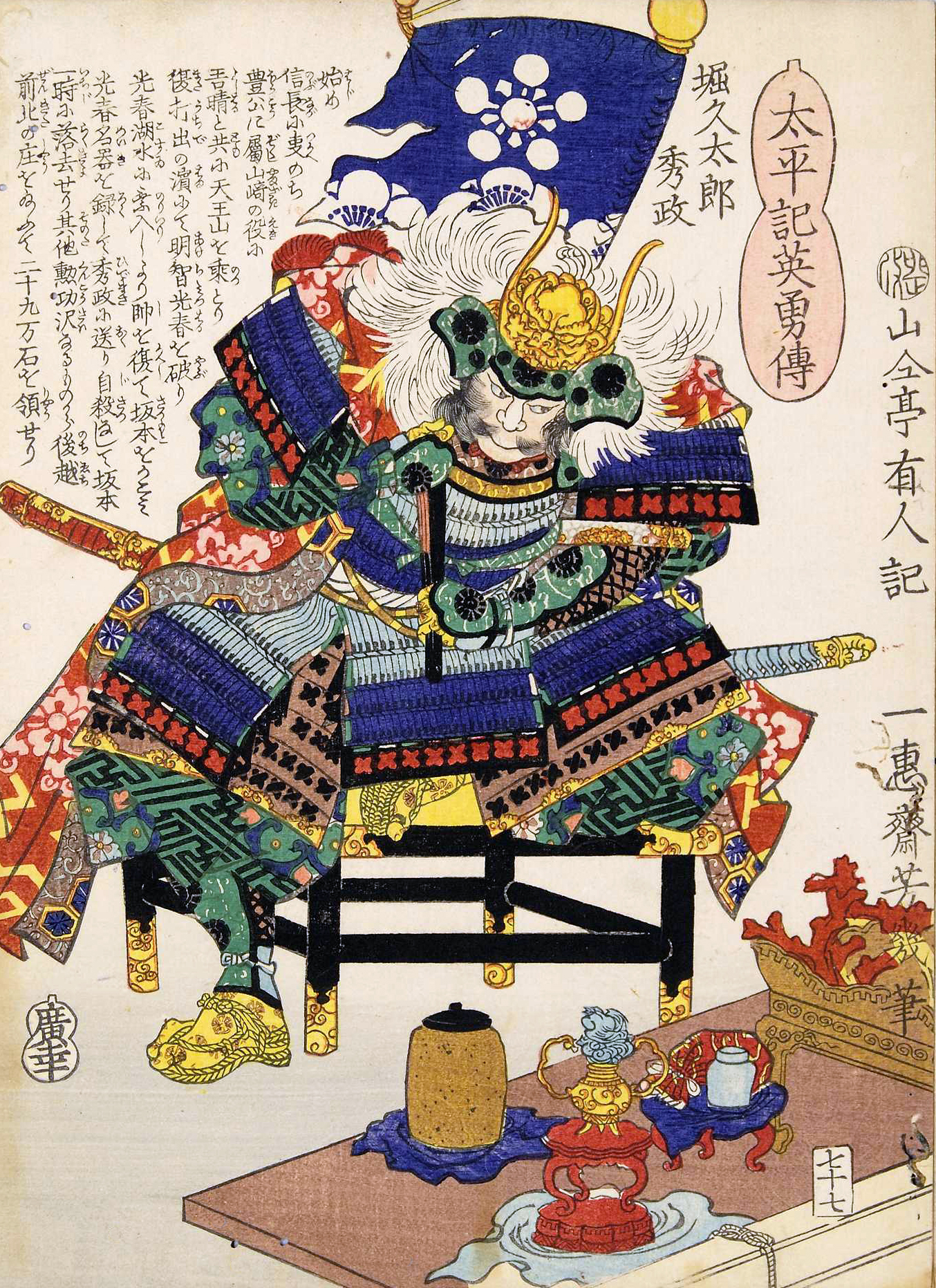
Hori Hidemasa

Hori Hidemasa (japanisch 堀 秀政; geboren 1553 in Akanabe (Provinz Mino); gestorben 28. Juni 1590 vor Odawara) war ein japanischer Kriegsherr der Azuchi-Momoyama-Periode.

## Leben und Wirken
Hori Hidemasa, bekannt auch als Kyūtarō (久太郎), diente dem Saitō-Klan seit der Zeit seines Urgroßvaters. Später diente er unter Oda Nobunaga und beteiligte sich 1577 beim Angriff auf Zaika (雑賀) – heute ein Stadtteil von Wakayama – in der Provinz Kii. Er bewachte 1579 im Rahmen der Auseinandersetzung mit den Anhängern der Azuchi-Sektentheorie (安土宗論, Azuchi shūron) den Tempel Jōgon-in (浄厳院). 1580 gehörte er zu den Kommissaren, die sich für die Errichtung einer Versammlungsstätte für die christlichen Gläubigen auf einem dem Biwa-See abgerungenen Stück Land einsetzten.
Nach dem Feldzug zur Befriedung von Iga (伊賀平定作戦, Iga heitei sakusen) im Jahr 1581 nahm Hori im folgenden Jahr an der Kōshū-Strafexpedition (甲州遠征, Kōshū ensei) teil. Er schloss sich 1582 auf der Burg Azuchi dem mächtig gewordenen Tokugawa Ieyasu an. Nach der Schlacht von Yamazaki wechselte er zu Toyotomi Hideyoshi. Für seine Verdienste in der Schlacht von Shizugatake wurde er 1583 in Sawayama (佐和山) in der Provinz Ōmi mit einem Einkommen 90.000 Koku für seine Verdienste ausgezeichnet.
Im folgenden Jahr besiegte Hori Ieyasus General Sakakibara Yasumasa (1558–1606) und andere in den Schlacht von Komaki und Nagakute. 1585 wurde er zum kaiserlichen Untergebenen vierten Ranges (従四位下, Ju Shiige) und zum Kammerherrn (侍従, Jijū) ernannt. Er durfte den Nachnamen Toyotomi führen. In diesem Jahr wurde er nach Kita-no-sho (北庄) (heute Stadtteil von Fukui) in der Provinz Echizen versetzt. Er starb während der Belagerung von Odawara 1590 an einer Krankheit. Sein Grab befindet sich am Tempel Chōfuku-ji (長福寺) in der Stadt Fukui.